# LACTB2
LACTB2‏ (Lactamase beta 2) هوَ بروتين يُشَفر بواسطة جين LACTB2 في الإنسان.